# Dĩnh Trì
Dĩnh Trì là một phường thuộc thành phố Bắc Giang, tỉnh Bắc Giang, Việt Nam.

## Địa lý
Phường Dĩnh Trì có vị trí địa lý:
- Phía đông và phía bắc giáp huyện Lạng Giang
- Phía tây giáp phường Dĩnh Kế và phường Xương Giang
- Phía nam giáp phường Hương Gián và phường Tân Tiến.

Phường Dĩnh Trì có diện tích 6,71 km², dân số năm 2023 là 13.314 người, mật độ dân số đạt 1.984 người/km².

## Hành chính
Phường Dĩnh Trì được chia thành 15 tổ dân phố: Bãi Ổi, Cầu, Cốc, Đông Mo, Đông Nghè, Đồi Nên, Nguận, Núi, Núm, Phố Cốc, Riễu, Rừng Trong, Thành Trung, Thuyền, Trại Nội.

## Lịch sử
Thời Bắc thuộc, xã Kế Hương (xã Dĩnh Trì) thuộc huyện Kê Từ, quận Giao Chỉ.
Thời Lý – Trần, xã Dĩnh Trì thuộc huyện Long Nhỡn, Lạng Châu, lộ Bắc Giang.
Cuối thời Lê, xã Dĩnh Trì thuộc tổng Dĩnh Kế, huyện Phượng Nhỡn, Phủ Lạng Giang, trấn Kinh Bắc. Tổng Dĩnh Kế gồm 4 xã: Dĩnh Trì, Dĩnh Kế, Dĩnh Uyên, Vu Gián.
Năm 1924, chính quyền thực dân Pháp đổi tên huyện Phất Lộc thành phủ Lạng Giang. Tổng Dĩnh Kế thuộc huyện Lạng Giang.
Trước Cách mạng tháng Tám năm 1945, xã Dĩnh Trì có 9 thôn: Đông, Núm, Núi, Vạn Ninh, Khánh Thưởng, Cầu, Trung, Trai Cóc, Trai An thuộc tổng Dĩnh Kế, phủ Lạng Giang.
Sau Cách mạng tháng Tám năm 1945, thành lập liên xã Dĩnh Trì thuộc huyện Lạng Giang trên cơ sở 4 xã: Dĩnh Trì, Dĩnh Kế, Dĩnh Uyên, Vu Gián của tổng Dĩnh Kế.
Ngày 6 tháng 9 năm 1952, chuyển liên xã Dĩnh Kế về huyện Yên Dũng.
Tháng 11 năm 1954, chia liên xã Dĩnh Kế thành xã Tân Tiến và xã Hùng Tiến.
Năm 1955, thành lập xã Hùng Tiến thuộc huyện Yên Dũng trên cơ sở xã Dĩnh Trì và xã Dĩnh Kế.
Ngày 23 tháng 4 năm 1958, Bộ Nội vụ ban Nghị định số 145-NV về việc thành lập xã Dĩnh Trì thuộc huyện Yên Dũng trên cơ sở 8 xóm: Đông Thịnh, Nguộn, Đông Nghè, Trái Cốc, Thuyên, Cầu, Núm, Núi Riêu của xã Hùng Tiến.
Ngày 27 tháng 2 năm 1961, Hội đồng Chính phủ ban hành Quyết định số 33-CP về việc chuyển xã Dĩnh Trì thuộc huyện Yên Dũng về huyện Lạng Giang quản lý.
Ngày 27 tháng 10 năm 1962, Quốc hội ban hành Nghị quyết về việc thành lập tỉnh Hà Bắc trên cơ sở tỉnh Bắc Giang và tỉnh Bắc Ninh. Khi đó, xã Dĩnh Trì thuộc huyện Lạng Giang, tỉnh Hà Bắc.
Ngày 6 tháng 11 năm 1996, Quốc hội ban hành Nghị quyết về việc chia tỉnh Hà Bắc thành tỉnh Bắc Giang và tỉnh Bắc Ninh. Khi đó, xã Dĩnh Trì thuộc huyện Lạng Giang, tỉnh Bắc Giang.
Ngày 27 tháng 9 năm 2010, Chính phủ ban hành Nghị quyết số 36/NQ-CP về việc chuyển toàn bộ 631,01 ha diện tích tự nhiên và 9.835 nhân khẩu của xã Dĩnh Trì thuộc huyện Lạng Giang về thành phố Bắc Giang quản lý.
Xã Dĩnh Trì có 10 thôn: Cầu, Cốc, Đông Nghè, Nguộn, Núi, Núm, Riễu, Rừng Trong, Thành Chung, Trại Nội.
Tính đến ngày 31 tháng 12 năm 2023, xã Dĩnh Trì có 6,71 km² diện tích tự nhiên, quy mô dân số là 13.314 người và 15 thôn: Bãi Ổi, Cầu, Cốc, Đông Mo, Đông Nghè, Đồi Nên, Nguận, Núi, Núm, Phố Cốc, Riễu, Rừng Trong, Thành Trung, Thuyền, Trại Nội.
Ngày 28 tháng 9 năm 2024, Ủy ban Thường vụ Quốc hội ban hành Nghị quyết số 1191/NQ-UBTVQH15 về việc sắp xếp đơn vị hành chính cấp huyện, cấp xã của tỉnh Bắc Giang giai đoạn 2023 – 2025 (nghị quyết có hiệu lực từ ngày 1 tháng 1 năm 2025). Theo đó, thành lập phường Dĩnh Trì thuộc thành phố Bắc Giang trên cơ sở toàn bộ 6,71 km² diện tích tự nhiên và quy mô dân số là 13.314 người của xã Dĩnh Trì.